# Biblioteca pública i museu de Nassau
El Nassau Public Library and Museum, traduït al català com a Biblioteca pública i museu de Nassau és la major de cinc biblioteques de les Bahames. El seu edifici va ser anteriorment una presó colonial, que data de 1797, quan es va convertir en el primer edifici de La Parliament Square. L'edifici està inspirat en l'antic polvorí de Williamsburg (Virginia). El 1873 l'edifici es va convertir en una biblioteca el 1873 Les petites cel·les que antigament havien acollit presoners contenen ara vells documents colonials, diaris, llibres, quadres, artefactes Arawak i d'altres empremtes històriques.